# ザ・ブレッスン・フォー
ザ・ブレッスン・フォーは日本の歌手グループ（コーラス・グループ）である。
別名「ザ・フレッシング・フォー」、「ザ・ブレッスン・フォア」。旧名「サニー・トーンズ」。その他「ザ」の省略や「・」の有無による数通りの記載が見られる。

## 概要
早稲田大学グリークラブのOBにより結成されたグループ。小林と丸山は創設メンバーが二人辞める際に参加し、その後残りの創設メンバーも脱退し代替わりしたのを期に「ザ・ブレッスン・フォー」へ改名した。
東京ドームで開催された美空ひばりの「不死鳥コンサート」でコーラスを務めた事でも有名。
その後解散するが、一部のメンバーはロイヤルナイツの元メンバーである牧野俊浩と共にボーカルトリオ「HOTDOGS」を結成する（HOTDOGSも現在は解散している）。

## メンバー
- 小林 正明（こばやし まさあき、1941年8月14日 - 2016年4月23日）

東京都出身、バリトン、グループのリーダー、早稲田大学第一政治経済学部卒業。男性合唱団の合唱指導も務めた。
- 丸山 美雄（まるやま はるお、1942年4月13日 - ）

東京都出身、トップテナー、かつてはザ・ヒットパレードでコーラスを務めていた。作曲やコーラスアレンジもこなす。
- 藤井 健（ふじい けん、1946年7月14日 - 2022年8月5日）

千葉県出身、セカンドテナー（リードヴォーカル）、スタジオ歌手としてソロでも活動していた。
- 岡村 広一（おかむら こういち、1945年6月7日 - ）

ベース（初代）、1979年にグループを脱退した。
- 鈴木 雪夫（すずき ゆきお、1949年11月27日 - 2025年3月20日 ）

山形県出身、ベース（2代目）、米国ハートフォード大学・ハート音楽院にて声楽を学び、脱退した岡村の後を受け二代目ベースとしてグループに加入した。

## 代表曲（あるいはコーラスとして参加した楽曲）

### アニメソング
- コン・バトラーVのテーマ（『超電磁ロボ コン・バトラーV』主題歌）※コーラス担当、メインボーカル：水木一郎
- 行け!ザンボット3（『無敵超人ザンボット3』主題歌）※コーラス担当、メインボーカル：堀光一路
- 宇宙の星よ永遠に（『無敵超人ザンボット3』副主題歌）※コーラス担当、メインボーカル：堀光一路
- 最強ロボ ダイオージャ（『最強ロボ ダイオージャ』主題歌）※コーラス担当、メインボーカル：たいらいさお
- 妖怪人間ベム（『妖怪人間ベム パートII』主題歌）
- Swing Swing地球に（『魔法のプリンセス ミンキーモモ』挿入歌）

### 特撮ソング
- 恐怖の町（『怪奇大作戦』主題歌）（「サニー・トーンズ」時代）
- 怪奇ソング（『怪奇大作戦』挿入歌）（「サニー・トーンズ」時代）
- 暗闇のバラード（『怪奇大作戦』挿入歌）（「サニー・トーンズ」時代）
- 緊急指令10-4・10-10（『緊急指令10-4・10-10』主題歌）※コーラス担当、メインボーカル：水木襄
- 電波特捜隊（『緊急指令10-4・10-10』副主題歌）※コーラス担当、メインボーカル：水木襄
- サンダーマスク（『サンダーマスク』主題歌）※コーラス担当、メインボーカル：若木ヒロシ
- 斗え!サンダー（『サンダーマスク』副主題歌）※コーラス担当、メインボーカル：若木ヒロシ

### カバーソング
- 仮面ライダーのうた（『仮面ライダー』副主題歌）
- 勝利だ! アクマイザー3（『アクマイザー3』主題歌）※コーラス担当、メインボーカル：子門真人
- がんばれドカベン（『ドカベン』主題歌）
- トッポでタンゴ（『無敵鋼人ダイターン3』副主題歌）
- スタージンガーの歌（『SF西遊記スタージンガー』主題歌）
- 永遠にアムロ（『機動戦士ガンダム』副主題歌）※コーラス担当、メインボーカル：戸田恵子
- 君は何かができる（『キャプテン』主題歌）
- パラランたいそう（おかあさんといっしょ）
- ウルトラマンのうた（『ウルトラマン』主題歌）
- ウルトラセブンのうた（『ウルトラセブン』主題歌）
- 帰ってきたウルトラマン（『帰ってきたウルトラマン』主題歌）
- ウルトラマンA（『ウルトラマンA』主題歌）

他多数。

### テレビドラマ
- この愛に生きて（『斬り抜ける』主題歌）

### CMソング
- ヤマハ、ライバルシリーズ（ヤマハ発動機）
- 月桂冠「無二の友」（月桂冠）
- ジョイント、エンジニアリング、社歌（ソフトウェア情報開発株式会社）
- お歳暮に味の素（味の素）
- サッポロ一番塩ラーメン（サンヨー食品）
- フジFLカセット（富士写真フイルム）
- リンレイ、ジャック「若返り」（リンレイ）

他多数。

### その他
- 荒舩清十郎の唄(「サニー・トーンズ」時代)※日本初の代議士ソング
- 君なんかいない方がいい（「サニー・トーンズ」時代）
- UFO音頭 ※コーラス担当、メインボーカル：大泉滉
- マーチーズ・マーチ（モントリオールオリンピック記念曲）※コーラス担当、メインボーカル：マーチーズ
- バレーボール応援歌（モントリオールオリンピック記念曲、シングル「マーチーズ・マーチ」B面曲）※コーラス担当、メインボーカル：マーチーズ
- 軍隊唱歌（「サニー・トーンズ」時代）
- チュー・チュー・チュー三勇士（「ワン・チュー・スリー作戦」副主題歌）（「サニー・トーンズ」時代）
- パジャマでおじゃま（おかあさんといっしょ）
- ぞうさんのあくび（おかあさんといっしょ）
- 花嫁募集中（みんなのうた）
- 想い出の人（みんなのうた）
- スマーフ ちいさな森の精（スマーフ、LP）
  - スマーフのちっちゃなちっちゃなうた（シングルとしても発売）
  - スマーフィング・ランド（シングル「スマーフのちっちゃなちっちゃなうた」B面）
- 二人の江の島（藤沢市、藤沢商工会議所、藤沢市観光協会推薦歌）※サブボーカル：小鳩くるみ
- きょうりゅうデート（ピッカピカ音楽館）※メインボーカル：桑田靖子
- わんわん物語（1989年公開版）※マギーと共同歌手
- 赤帽歌 （全国赤帽軽自動車運送共同組合連合会 組合歌）